# Робиния пышная
Робиния пышная (лат. Robinia luxurians) — вид деревьев из рода Робиния (Robinia) семейства Бобовые (Fabaceae).

## Распространение и экология
В природе ареал вида охватывает Северную Америку — Колорадо до Нью-Мексико, Аризоны и Юта.

## Ботаническое описание
Дерево высотой до 10 м, нередко растущее кустовидно. Кора светло-коричневая, растрескивающаяся на мелкие чешуйки. Побеги с шиловидными колючками, в молодости железисто опушённые.
Листья длиной до 20 см, состоят из 15—21 листочка; листочки продолговато-эллиптические, длиной 2—3,5 см, на верхушке закруглённые с остроконечием или постепенно заострённые, снизу шелковисто опушённые, по крайней мере в молодости; черешки опушенные.
Цветки беловато-розовые, длиной около 2 см, в густых многоцветковых кистях. Чашечка с треугольными зубцами, более короткими и острыми на верхней губе.
Бобы длиной 6—10 см, железисто-щетинистые.
Цветёт в июне — августе.

## Значение и применение
В культуре с 1881 года, очень часто культивируется под названием Робиния новомексиканская (Robinia neomexicana A.Gray).
Очень декоративное растение. Заслуживает широкого использования в озеленении.

## Таксономия
Вид Робиния пышная входит в трибу Robinieae рода Робиния (Robinia) подсемейства Мотыльковые (Faboideae) семейства Бобовые (Fabaceae) порядка Бобовоцветные (Fabales).
|  |                                      |  |                                                             |                                                             |                   |  | ещё 3 семейства (согласно Системе APG II) | ещё 3 семейства (согласно Системе APG II)    |                                              |  |  |  | ещё около 470 родов | ещё около 470 родов |  |  |
|  |                                      |  |                                                             |                                                             |                   |  | ещё 3 семейства (согласно Системе APG II) | ещё 3 семейства (согласно Системе APG II)    |                                              |  |  |  | ещё около 470 родов | ещё около 470 родов |  |  |
|  |                                      |  |                                                             | порядок Бобовоцветные                                       |                   |  |                                           |                                              | подсемейство Мотыльковые                     |  |  |  |                     | вид Робиния пышная  |  |  |
|  |                                      |  |                                                             | порядок Бобовоцветные                                       |                   |  |                                           |                                              | подсемейство Мотыльковые                     |  |  |  |                     | вид Робиния пышная  |  |  |
|  | отдел Цветковые, или Покрытосеменные |  |                                                             |                                                             | семейство Бобовые |  |                                           |                                              | род Робиния                                  |  |  |  |                     |                     |  |  |
|  | отдел Цветковые, или Покрытосеменные |  |                                                             |                                                             |                   |  |                                           |                                              |                                              |  |  |  |                     |                     |  |  |
|  |                                      |  | ещё 44 порядка цветковых растений (согласно Системе APG II) | ещё 44 порядка цветковых растений (согласно Системе APG II) |                   |  |                                           | ещё 2 подсемейства (согласно Системе APG II) | ещё 2 подсемейства (согласно Системе APG II) |  |  |  | ещё около 20 видов  |                     |  |  |
|  |                                      |  |                                                             | ещё 44 порядка цветковых растений (согласно Системе APG II) |                   |  |                                           |                                              | ещё 2 подсемейства (согласно Системе APG II) |  |  |  |                     |                     |  |  |